# Стойчо Керев
Стойчо Иванов Керев е български журналист и продуцент. Автор и водещ на предаването „Новото познание“ излъчвано в БНТ2, като част от програмата на националната телевизия. Често е свързан с препратки към псевдонаука, необяснимото, конспиративни теории и паранормалност.

## Биография
Роден е на 10 септември в Карлово. Завършва Стопанския факултет на Великотърновския университет. Автор и продуцент на предаването и платформата за наука, мистика и конспиративни теории „Новото познание“, продължение на авторския проект „Въпрос на гледна точка“.
В БНТ започва работа като телевизионен водещ в предаването „Събота късен следобед“ с Емил Розов и Алис Крайчева. Под продуцентството на Кеворк Кеворкян в периода 1996 – 1998 г. работи като водещ на програма „Всяка неделя“ в БНТ. Последното телевизионно интервю на Тодор Живков е негово в програма „Всяка неделя“ през 1997 година.
Специализирал е продуцентство и оперативен мениджмънт във Великобритания с подкрепата на Британско посолство. В „Sky News“ негов ръководител е Джон Райли. В „Channel 4“ се обучава при Ед Брамън, отг. редактор на предаването „Right To Reply“. В Би Би Си е на стаж, по това време Ана Аскю е териториален мениджър за Източна Европа.
Работи като главен продуцент на ТВ2 и PRO.BG и отговаря пряко за създаването на отдел продукции на CME – България, част от Warner Bros. Продуцира и поставя началото на няколко от най-успешните формати в страната. Продуцент е също на токшоу програми и проекта на Дарик радио „Мъж на годината 2009“.
Участва в изграждането на първите частни радиостанции в България. Бил е музикален директор на радио „Канал Ком“ Пловдив, продуцент и водещ в радио „Витоша – VOA Europe“, продуцент в радио „Експрес“ и изпълнителен директор на радио „Хит 7“. Член е на надзорния съвет на телевизия „7 дни“. Изп. директор на „Ретро радио“ е в началото на 2001 година.
Консултира също веригата „Радио Фокус“ създадена от Красимир Узунов. Продуцира през годините програми като „Диалози“, „Булевард България“, „Кино-видео трафик“. Консултант е на Травъл ТВ през 2007 г. Изп. продуцент на предаването за дебат „Пирамида“ по БТВ и ТВ2. Продуцент е на прякото излъчване на президентския дебат Росен Плевнелиев-Ивайло Калфин през 2011 година. След това води предаванията „Пряка демокрация“ и „Въпрос на гледна точка“ в ТВ7.
През март 2016 г. прави онлайн предаването „Новото познание“. Месец след това, всеки петък в 22:30 телевизия TV+ започва партньорско излъчване на епизодите. Впоследствие предаването става част от ефира на БНТ 2.
Публикува свои статии в електронните и печатни издания. Коментатор е във вестник „Стандарт“ до 2010 година. От 1993 г. е член на СБЖ. Собственик на Агенция за развитие и комуникации „АРК – България“. Автор и продуцент на телевизионни радио и web рекламни кампании.
Работа му в областта на документалното кино включва лентите „Конспирация 2017“, „Измамна реалност“ и „Пробуждането. Можем ли да излъжем Матрицата?“.

## Книги
- Измамна реалност (2021)
- Въпрос на гледна точка (2022)
- Пробуждането (2024)